# Eric Ericson (aktor)
Eric Gunnar Ericson (ur. 21 listopada 1974 roku w Sollentunie, w regionie Sztokholmu) – szwedzki aktor kinowy, telewizyjny i teatralny.

## Kariera
Debiutował jako szereg młodych ludzi w metropolii (1990–91), w jednej z ról drugoplanowych, jako dość nieśmiały nastolatek z pewnymi problemami z samotnym ojcem. W latach 1995–98 uczęszczał do szkoły teatralnej w Göteborgu. Po debiucie kinowym w melodramacie kryminalnym Zimowa zatoka (Vinterviken, 1996), w latach 1999–2000 występował w szeregu produkcji telewizyjnych, m.in. w programie na Święta Bożego Narodzenia w Szczur Diesel i myszy marynarza (Dieselråttor och sjömansmöss, 2002). Wystąpił w Helsingborgs Stadsteater m.in. w sztukach takich jak Romeo i Julia (Romeo och Julia) jako Tybalt (1997) i Makbet jako Malcolm (2000), Więcej miłości (Mera kärlek) jako Eric w Teatrze Ludowym w Göteborgu (1999), a następnie w teatrze Angereds (2000–2001).
Żoną aktora jest Tove Wire.

## Filmografia

### Filmy kinowe
- 2009: Göta kanal 3 - Kanalkungens hemlighet jako Henrik
- 2009: Original jako kierownik banku
- 2006: Złe sny (Bad Dreams) jako Theo
- 2005: Sztorm (Storm) jako Donny 'DD' Davidson
- 2005: Największy ze wszystkich (Störst av allt) jako Leslie
- 2005: Podwójna zmiana (Som man bäddar) jako Jonas
- 2004: Groźba (Hotet) jako strażnik
- 2002: Suxxess jako Erik
- 2001: Tsatsiki: przyjaźń na wieki (Tsatsiki - Vänner för alltid) jako Göran
- 1996: Zimowa zatoka (Vinterviken) jako Staffan Nykvist

### Filmy TV
- 2008: Irene Huss - Guldkalven jako Fredrik Stridh
- 2008: Irene Huss - Glasdjävulen jako Fredrik Stridh
- 2008: Irene Huss - Nattrond jako Fredrik Stridh
- 2008: Irene Huss - Eldsdansen jako Fredrik
- 2007: Irene Huss - Den krossade tanghästen jako Fredrik Stridh
- 2007: Irene Huss: Tatuerad torso jako Fredrik
- 2001: Fru Marianne jako Karl
- 1992: Maskarada (Maskeraden) jako Tigerstedt

### Seriale TV
- 2009: 183 dagar jako fotograf sław
- 2007: Der Kommissar und das Meer jako Erik Hagman
- 2007: Gynekologen i Askim jako Pål
- 2007: Złotobrązowe oczy (Leende guldbruna ögon) jako Anders Weidemann
- 2003: De drabbade jako Jocke
- 2003: Dieselråttor och sjömansmöss jako Trassel mé Trunken
- 2001: Sjätte dagen jako Leo Edgren
- 2000: Labirynt (Labyrinten) jako Färnström
- 1995: Svarta skallar och vita nätter jako Mange
- 1990: Storstad jako Joachim Zimmermann